# Leski (obwód homelski)
Leski (biał. Лескі; ros. Лески, Leski; pol. hist. Leski al. Laski) – wieś na Białorusi, w obwodzie homelskim, w rejonie oktiabrskim, w sielsowiecie Oktiabrski, przy drodze republikańskiej R34, w pobliżu Oktiabrskiego.

## Historia
W XIX i w początkach XX w. położone były w Rosji, w guberni mińskiej, w powiecie bobrujskim. Opisywane były wówczas jako miejscowość odludna.
Po I wojnie światowej pod administracją polską, w Zarządzie Cywilnym Ziem Wschodnich, w okręgu mińskim, w powiecie bobrujskim. W wyniku traktatu ryskiego znalazły się w granicach Związku Sowieckiego. Od 1991 w niepodległej Białorusi.